# كاميرون هيغينز
كاميرون هيغينز (بالإنجليزية: Cameron Higgins)‏ هو لاعب كرة قدم أمريكية أمريكي، ولد في 28 مارس 1988.